# Пурпурен цвят (филм, 2023)
„Пурпурен цвят“ (на английски: The Color Purple) е американска музикална периодична драма от 2023 г. на режисьора Блиц Базавули, сценарият е на Маркъс Градли, и е базиран на едноименния мюзикъл от 2005 г. и романа „Пурпур“ на Алис Уокър от 1982 г. Това е втората филмова адаптация на романа, след първата адаптация от 1985 г. на режисьора Стивън Спилбърг. През 2018 г. Уорнър Брос обявява, че работи по нова филмова адаптация на „Пурпур“, базирана на мюзикъла. Спилбърг и Куинси Джоунс се завръщат, за да продуцират тази версия, заедно с продуцентите на сценичния мюзикъл Скот Сандърс и Опра Уинфри.
Във филма участват Тараджи Хенсън, Даниел Брукс, Колман Доминго, Кори Хокинс, Габриела Уилсън, Хали Бейли, Аунджану Елис-Тейлър, Филисия Перл Мпаси и Фантазия Барино в нейния филмов дебют. Брукс и Барино се завръщат със съотвените си роли от театралния мюзикъл.
Премиерата на филма се състои в Лондон на 20 ноември 2023 г. и излиза по кината в Съединените щати на 25 декември от „Уорнър Брос Пикчърс“.

## Актьорски състав
- Фантазия Барино – Сели Харис – Джонсън
  - Филисия Перл Мпаси – младата Сели
- Тараджи Хенсън – Шъг Ейвъри
- Даниел Брукс – София
- Колман Доминго – Албърт „Мистър“ Джонсън
- Кори Хокинс – Харпо Джонсън
- Габриела Уилсън – Мери „Скуийк“ Агнес
- Хали Бейли – Нети Харис
  - Сиара – възрастната Нети
- Луи Госет младши – старият Мистър Джонсън
- Джон Батист – Грейди
- Аунджану Елис-Тейлър – Mama
- Дейвид Алън Гриър – преподобния Саймън Ейвъри
- Деон Коул – Алфонсо
- Тамела Ман – Първата дама
- Елизабет Марвел – мис Мили
- Стивън Хил – Хенри „Бъстър“ Броаднакс